# Tatra-Nationalpark

2018-07-02 Morskie Oko, Tatra-National Park, Polen

Der Tatra-Nationalpark ist ein europäischer Nationalpark, der sich über zwei Länder erstreckt. Seit 1992 ist er UNESCO-Biosphärenreservat.
Er besteht aus dem Tatra-Nationalpark (Slowakei) und dem kleineren Tatra-Nationalpark (Polen).